# Verbascum burdurense
Verbascum burdurense är en flenörtsväxtart som beskrevs av Hub.-mor.. Verbascum burdurense ingår i släktet kungsljus, och familjen flenörtsväxter. Inga underarter finns listade i Catalogue of Life.